# Comunità Montana Monte Santa Croce
Die Comunità Montana Monte Santa Croce ist eine Vereinigung aus acht Gemeinden in der italienischen Provinz Caserta in der Region Kampanien.
Das Gebiet der Comunità Montana Monte Santa Croce umfasst die Gemeinden rund um den Monte Santa Croce.
In den achtköpfigen Rat der Comunità entsenden die Gemeinderäte der beteiligten Kommunen je ein Mitglied.

## Mitglieder
Die Comunità umfasst folgende Gemeinden:
| - Conca della Campania - Galluccio - Mignano Monte Lungo - Presenzano | - Rocca d’Evandro - Roccamonfina - San Pietro Infine - Tora e Piccilli |